# Tennis vid olympiska sommarspelen 1908
Tennisen vid olympiska sommarspelen 1908 avgjordes i sex grenar, fyra för herrar och två för damer. 50 tävlande från 10 länder deltog. För första gången fanns inomhustävlingar med på programmet.

## Medaljfördelning

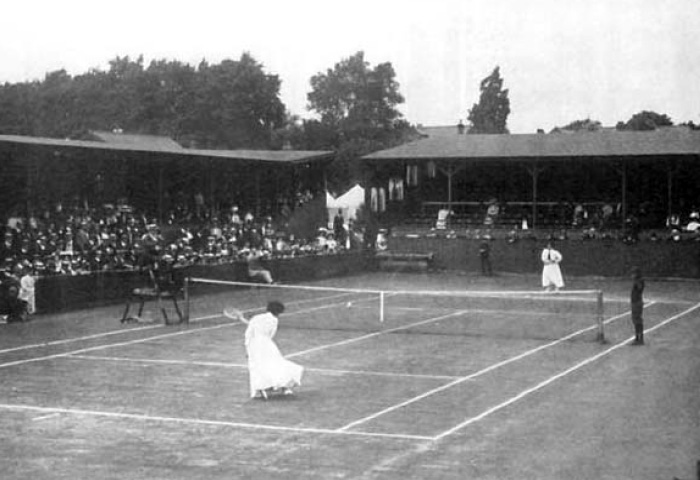
Finalen i damsingel.

| Pl.    | Nation         | Guld | Silver | Brons | Totalt |
| ------ | -------------- | ---- | ------ | ----- | ------ |
| 1      | Storbritannien | 6    | 5      | 4     | 15     |
| 2      | Tyskland       | 0    | 1      | 0     | 1      |
| 3      | Sverige        | 0    | 0      | 2     | 2      |
| Totalt | Totalt         | 6    | 6      | 6     | 18     |

## Medaljörer

### Utomhus
| Gren                   | Guld                                            | Silver                                         | Brons                                        |
| Herrsingel Detaljer... | Major Ritchie Storbritannien                    | Otto Froitzheim Tyskland                       | Wilberforce Eaves Storbritannien             |
| Herrdubbel Detaljer... | Storbritannien Reginald Doherty George Hillyard | Storbritannien James Cecil Parke Major Ritchie | Storbritannien Clement Cazalet Charles Dixon |
| Damsingel Detaljer...  | Dorothea Lambert Chambers Storbritannien        | Dora Boothby Storbritannien                    | Ruth Winch Storbritannien                    |

### Inomhus
| Gren                   | Guld                                             | Silver                                      | Brons                                     |
| Herrsingel Detaljer... | Arthur Gore Storbritannien                       | George Caridia Storbritannien               | Major Ritchie Storbritannien              |
| Herrdubbel Detaljer... | Storbritannien Herbert Roper Barrett Arthur Gore | Storbritannien George Caridia George Simond | Sverige Wollmar Boström Gunnar Setterwall |
| Damsingel Detaljer...  | Gwendoline Eastlake-Smith Storbritannien         | Alice Greene Storbritannien                 | Märtha Adlerstråhle Sverige               |

## Deltagande nationer
Totalt deltog 50 tennisspelare från 10 länder vid de olympiska spelen 1908 i London.
- Österrike (3)
- Böhmen (4)
- Kanada (3)
- Frankrike (1)
- Tyskland (5)
- Storbritannien (22)
- Ungern (3)
- Nederländerna (2)
- Sydafrika (3)
- Sverige (4)